# 姊小路信綱
姊小路信綱（あねがこうじ のぶつな）是戰国時代、安土桃山时代的武將。

## 略歴
作為姊小路賴綱（自綱）的長男誕生。信綱的「信」是姊小路氏與織田氏關係良好的時候接受織田信長的偏諱獲得的。
天正7年（1579年），父將居城從櫻洞城遷移到松倉城之後，信綱也因此成為櫻洞城主繼承家督。同年由於謀反嫌疑而被父親殺害。
殺害時間也有天正11年（1583年）的異說。